# 旭川調理師専門学校
旭川調理師専門学校（あさひかわちょうりしせんもんがっこう）とは、北海道旭川市にある私立の専修学校。運営母体は、学校法人浅井学園。略称は旭調（あさちょう）。

## 概要
- 製菓コース、西洋料理コース、中国料理コース、日本料理コース、鮨料理コース、包丁工学コースがある。社会人の入学も多く、80名の定員のうち、20代〜70代のものが20名〜30名を占める。
- 専門学校北海道ドレスメーカー学院旭川分院におけるクッキングスクールが前身であり、市民の要望により開学に至る。

## 沿革
- 1968年 - 専門学校北海道ドレスメーカー学院旭川分院クッキングスクールを設置
- 1971年 - 学校法人北海道浅井学園設立。旭川調理師専門学校設立委員長に老久保小夜子（専門学校北海道ドレスメーカー学院旭川分院長）に就任[1]
- 1972年 - 旭川調理師専門学校として開学
- 1976年 - 法的に専門学校へ昇格。旭川調理専門学校と改称[2]
- 1996年 - 旭川調理師専門学校と改称。専門課程と高等課程を開設
- 2005年 - 高等課程を廃止
- 2011年 - 2年制となる

## 設置学科
- 調理師養成科（昼間）（2年制）

## 所在地
- 北海道旭川市五条通11-761

## 取得できる資格・免許状
- 調理師
- 専門調理師技術考査

## 歴代学校長
- 老久保小夜子：初代、1972年～1975年
- 浅井猛：2代、1975年～1991年
- 浅井幹夫：3代、1991年
- 浦木増太郎：4代、1991年～1995年
- 小林寛：5代、1995年～2000年
- 五日市茲朗：6代、2000年～2001年
- 浅井幹夫：7代、2001年（再任）
- 小滝孝夫：8代、2001年～2003年
- 肥田敏一：9代、2003年～2017年
- 前川原春吉：10代、2017年～2025年
- 伊藤幸征：11代、2025年～

## 就職実績
- 旭川厚生病院、旭川医科大学病院、旭川赤十字病院、札幌厚生病院、旭川荘、北海道札幌養護学校、東急イン、ニュー北海ホテルなど[3]

## 駐
1. ↑  『浅井学園創立50周年記念誌』（学校法人学園、1989年）p115
2. ↑  『浅井学園創立50周年記念誌』（学校法人浅井学園、1989年）p115
3. ↑  『浅井学園創立50周年記念誌』（学校法人浅井学園、1989年）p38